# Kirkliston (Whiskybrennerei)
Kirkliston war eine Whiskybrennerei bei Kirkliston, City of Edinburgh, Schottland. Die erhaltenen Brennereigebäude sind in den schottischen Denkmallisten in die Kategorie C einsortiert.

## Geschichte
Die Brennerei wurde 1795 von der  George Simpson & Co. nahe der Stadt Kirkliston gegründet. Im Laufe der Jahre wechselt sie häufig den Besitzer und musste mehrfach Bankrott anmelden, was mit zeitweisen Stilllegungen einherging. Sie stieg von der anfänglichen Produktion von Malt Whisky auf Grain Whisky um, ab Mitte der 1850er Jahre wurde dieser Schritt jedoch zurückgenommen. Die Brennerei wurde von Stewart & Co. übernommen und damit 1877 Gründungsmitglied der Distillers Company Ltd. (DCL). 1920 wurde die Destillerie geschlossen und verkauft. Die Gebäude wurden teilweise abgerissen, die zugehörige Mälzerei jedoch ausgebaut. Bis zur Schließung 1988 wurde ausschließlich Malz produziert.

## Beschreibung
Die Brennerei wurde in den 1880er Jahren von Alfred Barnards bereist und in seinem bedeutenden Werk wie folgt beschrieben. Die Brennerei besteht seit Ende des letzten Jahrhunderts und dehnt sich auf 12 a. aus (etwa 50.000 m2) und wurde 1825 erweitert. Bei der Übernahme durch Buchan & Co. 1855 betrug der wöchentliche Whiskyausstoß 2000 Gallonen, 1878 bereits das zehnfache. Das hierzu benötigte Wasser wird zwei Quellen entnommen, zum einen dem Craigmaiellen, zum anderen den Humbie Burns, und in zwei Reservoirs auf dem Gelände gelagert. Die Brennerei ist an die Bahnlinie angeschlossen und erhält auf diesem Wege ihre Getreidelieferungen. Die Abwässer des Brennvorgangs wurden bis vor kurzem in den Fluss Almond geleitet, um jedoch dessen Verschmutzung zu vermeiden wurden zwei große Tanks installiert, in denen sich feste Bestandteile zunächst absetzen können. Der flüssige Überstand wurde mittels einer genehmigten Rohrleitung bei South Queensferry in den Ozean geleitet. Die festen Bestandteile wurden als Viehfutter genutzt. Das Brenngebäude ist in der Mitte unterteilt und etwa 40 Fuß hoch und weist eine Grundfläche von 80 Quadratfuß auf. Im ersten Teil sind zwei Maischbottiche für Grain Whisky sowie der Produktbehälter für Malt Whiskys untergebracht. Der zweite Teil beinhaltet sechs Pot Stills mit den etwaigen Volumina 5600, 8000, 2740, 1861, 1550 und 1800 Gallonen. Auf dem Gelände befanden sich außerdem sechs Lagerhäuser, in denen zur Zeit der Aufzeichnung etwa 800.000 Gallonen Whisky gelagert waren. Weitere Lagerhäuser befanden sich im nahegelegenen Queensferry, in denen weitere 200.000 Gallonen eingelagert waren. Auch eine Küferei befand sich auf dem Gelände. Das Haus des Eigentümers lag auf einer Anhöhe über der Brennerei. Jährlich wurden etwa 700.000 Gallonen Whisky produziert, der auf dem Markt einen guten Ruf gehabt haben soll.